# Megaselia nubila
Megaselia nubila är en tvåvingeart som beskrevs av Colyer 1952. Megaselia nubila ingår i släktet Megaselia och familjen puckelflugor.
Artens utbredningsområde är Kongo. Inga underarter finns listade i Catalogue of Life.